# Pyxicephalus adspersus
A Pyxicephalus adspersus (magyarul: afrikai ökörbéka) a kétéltűek (Amphibia) osztályába, a békák (Anura) rendjébe, a Pyxicephalidae családba, azon belül a Pyxicephalus nembe tartozó faj.

## Előfordulás és élőhely
Afrika déli részén, Angola, Botswana, a Dél-afrikai Köztársaság, Kenya, Malawi, Mozambik, Namíbia, Tanzánia, Zambia és Zimbabwe területén honos. Természetes élőhelyei a szavannák és cserjések, tavak és pocsolyák környékén.